# مزرعه گزل دره
مزرعه گزل دره یک منطقهٔ مسکونی در استان البرز ایران است که در شهرستان ساوجبلاغ واقع شده‌است. مزرعه گزل دره ۶۰ نفر جمعیت دارد.